# LINE ブラウンファーム
LINE ブラウンファーム（ライン ブラウンファーム）とは、LINE株式会社が提供するフリーゲームである。LINE GAMEの一つであり、LINE GAMEとしては初の農場ゲームとなる。

## 概要
ブラウンがお祭りのクジ引きで当てた農場で、農作物や畜産物をつくったり土地を拡張しながら、生産物を販売する本格農場経営シミュレーションゲーム。畑で育成・収穫した作物や、牧場でにわとりや牛を飼育して生産した卵・牛乳など販売し収入を得、土地の拡張や、様々な施設・店舗の建設、住民の増加をして、自分だけの農場を作る。ゲーム内では、収穫・生産・販売などを行うことで経験値が獲得でき、経験値が貯まりユーザーのレベルが上がると、畑や牧場などの土地を拡張したり、ちびブラウン（後述）を増やしたり、カフェ・ハンバーガーショップ・鉱山など建設できる店舗・施設の種類を増やしたりできる。収穫した作物や施設・店舗で生産した商品を、ムーンやコニーをはじめとするLINEキャラクターや他のユーザーに販売することでコインを手に入れることができ、獲得したコインを使用して新たな土地の拡張や施設・店舗の建設を行うことができる。

## アイテム・ステータス類

### 経験値
青い星であらわされる。レベルを上げるために必要なゲーム内の経験値。農作物や畜産物を収穫したり、注文を達成するなどで増え、ちびブラウンが見つけてくることもある。

### レベル
農場の成長を確認することが出来る情報。畑づくり、配達などを通して経験値を上げ、レベルを上げる。レベルを上げると、各レベルに応じた報酬をもらうことができ、新しい建物やアイテムを購入するための条件を解除できる。また、特定のレベルになると、ブラウンハウスが変化する。

### コイン
建物・アイテムの購入や、特定の建物の修理などで必要。ゲームプレイを通じて入手。

### クーポン
特定のアイテム購入、クーポンガチャの利用に必要。トレインのすべての積み込みが完了した場合に入手可能。

### ダイヤ
課金対象となっている。ゲームプレイに必須ではないが、特定のアイテム購入、ちびブラウンガチャの利用に必要。アイテム生産をすぐに完了したり、足りないコインやアイテムの代わりに使用することもできる。ゲーム内報酬で入手できる場合もある。

### ガチャ
ダイヤなどを使用し、アイテムまたは、ちびブラウンをランダムでもらうことができるクジ引きシステム。
- クーポンガチャ：クーポン3つで1回引ける
  - 1ガチャチケット
  - 氷の噴水
  - ポインセチアのボックス
  - 権利証（×3)（×2)（×1）
  - 工事用の旗（×3)（×2)（×1）
  - メジャー（×3)（×2)（×1）
  - クギ（×3)（×2)（×1）
  - 材木板（×3)（×2)（×1）
  - にかわ（×3)（×2)（×1）
  - プレート（×3)（×2)（×1）
  - セメント（×3)（×2)（×1）
  - ペイント（×3)（×2)（×1）
- 友情ポイントガチャ：100友情ポイントで1回引ける
  - コイン（100、300、500、1000、3000、5000）
  - オノ（×1）、(×2）、(×3）
  - つるはし（×1）、(×2）、(×3）
  - ダイナマイト（×1）、(×2）
  - 1クーポン
  - ダイヤ（×1）、(×3）、(×5）
- ブラウンガチャ：ダイヤ80個で1回引ける[11]

### デコアイテム
農場を装飾するためのデコレーション用アイテム。道や柵、その他様々なデコレーション用アイテムを農場に配置できる。

### チャレンジ
一種の達成目標。挑戦課題を達成すると経験値やダイヤを報酬として得られる。

## 人物系

### 職人ブラウン
農場内で料理や加工品をつくる施設を担当。

#### 職人ブラウン一覧
職人ブラウンの内容は全てゲーム内から引用。
ベーカリーブラウン（ベーカリー）
すべてのパンを芸術作品だと思っている風変わりなパン職人。朝も昼も夜も一年中パンだけを食べており、匂いだけでもお腹が膨らむらしい。
酪農ブラウン（酪農工場）
酪農に関する豊富な知識を持つ自称『酪農科学者』。その知識を世に広めようと、本をたくさん出している。
屋台ブラウン（屋台）
小さなフードカートを引っ張り、世界中を旅した時の武勇伝を自慢する高飛車な性格。でも突っ込まれると慌てて誤魔化す辺りは少し怪しい。
クレープ屋ブラウン（クレープ屋）
一日中一人でオリジナルクレープづくりの研究をする頑張り屋だが、後ろ向きで引っ込み思案な性格。ブラウンの事をなぜか「ブラウン様」と呼ぶ。
バーガー屋ブラウン（バーガー屋）
陽気なバーガー屋の店長。練り出す一発ギャグはサイドドリンクよりも冷たく、いつもお客さんを凍らせているが、本人は気付いていない。
カフェブラウン（カフェ）
緑茶農園の跡取りだったが、コーヒーの魅力に惹かれバリスタになった。のんびりした口調で話し、趣味はコーヒーを淹れながら俳句を詠むこと。
ケーキ屋ブラウン（ケーキ屋）
昔は有名なアスリート。今は太めのケーキ職人。つくったケーキの半分を自分で食べているが、あまり自覚が無いので商品棚はいつも品不足。
鉱山ブラウン（鉱山）
ブラウンの農園に巨大ゴールドのお宝が埋められているという噂を聞いてやってきた。道具がない時は素手で土を掘ったりする。
高炉ブラウン（高炉）
タフな錬金術職人。伝説の『ブラウンストーン』を探しており、その研究のためなら熱い高炉から少しも離れることのない情熱と夢を持っている。
ジュース屋ブラウン（ジュース屋）
ジュース好きが高じてジュースマシン『BR-001』を開発。つくるジュースに絶対の自信を持っているが、クマだけにやはりハチミツも好きだったりする。
ソース屋ブラウン（ソース屋）
極度の泣き虫でソースが服に飛んだだけで泣いてしまう。おばあちゃん子で子供の頃に聞いた。教えに従いながらソースづくりに励んでいる。
アイスクリーム屋ブラウン（アイスクリーム屋）
農園の噂を聞いてトラックを走らせてきた。頭から足までアイスに見立てたコスチュームを着るほどのアイス好き・・・のわりに種類をあまり知らない。
フロリストブラウン（フラワーショップ）
ブラウンの農場を花でいっぱいにしようとする陽気なフロリスト。両手に持っているチューリップに話をかける癖がある。
釣り師ブラウン（釣り師）
竿をおろすだけで針の先に魚が集まってくるという職人。才能はあるが、つい居眠りするので大物を逃してしまうこともしばしば。
ラーメン屋ブラウン（ラーメン屋）
元はインディーズのバンドマンだが、ある事をきっかけにラーメン屋を始めた。料理を作る時も曲想が頭に浮かんで、つい歌い出してしまう。
中華料理店ブラウン（中華料理店）
遠い国で修行をしてきた中華料理人。伝統ある味を農場に広めようとやってきた。中華料理バトルの優勝者で腕前は中々のもの。
タイ料理ブラウン（タイ料理店）
海辺で（タイ料理店）を営むブラウン。夢の中で食べた料理の味を忘れられず、その感動を再び味わうために料理の研究に没頭している。
どんぶり屋ブラウン（どんぶり屋）
底が分厚い器を使って大盛りどんぶりに見せかけている。通販にハマっており、売り上げのほとんどをつぎ込んでいるため、一向にお金がたまらない。
台客ブラウン（台湾露店）
暗い過去を捨て新しい人生を歩むため、台湾からやってきたタフな青年。地元の料理で勝負しようと試みているが、そう上手くはいかない模様。
宝石商ブラウン（宝石商）
その昔、怪盗団をしていたが、ある日全財産を盗まれスッカラカンになった。宝石の価値観を見抜く能力を生かして、今は宝石商として頑張っている。
和菓子屋ブラウン（和菓子屋）
独特な話し方をする和菓子職人。仕事はとても真面目。普段はツンとして冷たい印象だが、仲良くなるとさりげない優しさがにじみ出る。
鉄板焼き屋ブラウン（鉄板焼き屋）
無口な兄とおしゃべりな弟で切り盛りしている鉄板焼き屋。たまに兄弟喧嘩もするが、本当はとても仲良し。小さいことからいつも二人一緒。
イタリアンブラウン（イタリア料理店）
イタリアで修行してきたと主張しているが、言動の怪しさが料理より目立っているイタリアンシェフ。腕前はまずまずだが、本場の味ではない。
寿司屋ブラウン（寿司屋）
サバサバした性格の粋な寿司職人。元は漁師らしいが、ある事情から船を降りることにした。少し特殊な能力を持っている様子。
和カフェブラウン（和カフェ）
誰よりも美味しいお茶を作るため、昼夜お構いなしで研究を続けている。いつも研究費用が足りないので、お茶の値段はやや高め。
裁縫ブラウン（洋装店）
オリジナルブランドの立ち上げを夢見る紳士的な裁縫師。見た目とはちがい努力派で、一度想像し始めると周りの声が聞こえなくなる。
サラダブラウン（サラダショップ）
自称「ブラウンファームの健康伝道師」のサラダ専門家。偏食を好まず、健康の話になるとすぐ熱くなってしまうけど、その分場も厚い。
韓国料理店ブラウン（韓国料理店）
悠々自適な農園ライフを夢見て韓国料理店を開いたが、初日から仕込みに料理、洗い物、お客さんを提供まで・・・と大忙し。思い描いていたものとは違う、忙しい毎日を送ることになる。

### マスタリー
それぞれの職人ブラウンたちの熟練度。マスターランクが上がると様々なボーナス機能が追加される。

### ちびブラウン
世界のあちこちに住んでいるブラウンの友達。農場に配置すると農場内を探索して、一定の時間ごとに、コインや経験値を見つける。ちびっこブラウン、海賊ブラウン、うさぎブラウンなどがいる。

### 釣り師
レベル22から解放
釣り師ブラウンに釣りエサを持っていくと魚を釣ってくれる。主に、エビ、ウナギ、サーモン、マグロを釣ってくれる。。

### 友だち
農場が繋げている他の農場主たちのリスト。基本的にLINE友だちが表示され、フォローしたユーザー、またはおじさんなど農場内の住民も含まれる。

### フォロー
LINE友だちではない他のユーザーを友だちリストに追加する機能。最大5名まで。

## 施設系

### エサ製造機
レベル3から設置可能、レベル12kから2個目を設置可能
家畜用の餌を生産する。一度の生産で4つ得られる。

#### エサ一覧
- ニワトリの餌（5分）「レベル1から入手可能」：小麦2個、とうもろこし1個
- 牛の餌（10分）「レベル6から入手可能」：とうもろこし2個、豆1個
- ブタの餌（30分）「レベル9から入手可能」：豆2個、ニンジン1個、小麦1個
- 羊の餌（45分）「レベル60から入手可能」：キャベツ2個、ニンジン2個、とうもろこし1個

### 製糖機
レベル8から設置可能
テンサイを使って砂糖やシロップを製作できる。
- 砂糖（20分）「レベル4から入手可能」：テンサイ1個
- シロップ（35分）「レベル8から入手可能」：テンサイ3個

### トレイン
ユーザーレベル17から修理可能
駅を修理することで解禁する、生産物を納品する経路の一つ。トレインの納品が完了すると、多くの経験値やコイン、クーポンを得られる。

### 鉱山
レベル22から設置可能
鉱山ブラウンに素手、つるはし、ダイナマイトを与えることで各種の鉱石（主に、粘土、銀鉱石、金鉱石、ルビーの原石、サファイアの原石）を得られる。ただし、「素手」は別途アイテムを使用しない代わりに、生産時間が長く鉱石獲得率も低くなる。
- ランダム（8時間）：素手
- ランダム（1時間）：つるはし
- ランダム（30分）：ダイナマイト

### 養蜂箱
レベル33から設置可能
主に、菜の花やソバの花を使って蜂蜜を生産できる。また、ミニブラウンを設置することで生産時間を短くできる。
- 菜の花ハチミツ（1時間10分）「レベル33から入手可能」：菜の花3個
- ソバハチミツ（1時間35分）：ソバの花3個

### 織機
主に、綿花や羊毛を使って生地を生産できる。
- 綿生地（1時間10分）：綿花3個
- ウール生地（1時間55分）：羊毛3個

### 釣り師の家
レベル22から解放
釣り餌を生産できる。

#### 釣りエサ一覧
- ふつうの釣りエサ（45分）：ジャガイモ1個、とうもろこし2個、豆1個
- よく釣れる釣りエサ（1時間）：ジャガイモ2個、たまご1個、テンサイ2個
- リッチな釣りエサ（1時間30分）：ジャガイモ2個、砂糖2個、ニンジン2個

## 職人ブラウンが経営するお店

### ベーカリー
レベル2から設置可能
- パン（5分）「レベル2から入手可能」：小麦3個
- コーンブレッド（15分）「レベル7から入手可能」：とうもろこし3個、たまご1個
- メロンパン（20分）「レベル8から入手可能」：小麦2個、砂糖1個
- ドーナツ（45分）「レベル22から入手可能」：小麦2個、バター1個、砂糖1個
- コロッケ（1時間30分）「レベル26から入手可能」：ジャガイモ2個、小麦2個、たまご2個、ニンジン2個
- パニーニ（2時間）「レベル32から入手可能」：小麦2個、チーズ1個、豚肉1個
- カステラ（2時間）：小麦4個、たまご3個、砂糖3個、菜の花ハチミツ2個
- ワッフル（2時間15分）：小麦4個、イチゴ2個、菜の花ハチミツ2個、バニラアイス1個
- マカロン（3時間）「レベル39から入手可能」：たまご3個、砂糖2個、バター2個

### 酪農工場
レベル6から設置可能
- 生クリーム（15分）「レベル6から入手可能」：牛乳1個
- バター（30分）「レベル8から入手可能」：牛乳2個
- チーズ（50分）「レベル10から入手可能」：牛乳3個

### 屋台
レベル9から設置可能
- エッグトースト（30分）「レベル9から入手可能」：たまご2個、小麦3個
- ホットドッグ（45分）「レベル10から入手可能」：小麦3個、豚肉1個
- ポップコーン（25分）「レベル12から入手可能」：とうもろこし3個
- ハムエッグサンド「レベル22から入手可能」（1時間30分）：パン2個、豚肉2個、たまご2個
- 豚バラ串焼き:豚肉3個、醬油1個

### クレープ屋
レベル14から設置可能
- クレープ（45分）「レベル14から入手可能」：小麦3個、たまご1個、牛乳1個
- アップルシナモンクレープ（55分）「レベル15から入手可能」：小麦3個、牛乳1個、りんご1個
- ベーコンクレープ（1時間25分）「レベル17から入手可能」：小麦3個、豚肉2個、たまご3個
- チョコクレープ（1時間40分）「レベル28から入手可能」：小麦4個、生クリーム1個、カカオ3個
- イチゴクレープ（2時間）「レベル36から入手可能」：小麦5個、生クリーム1個、イチゴ3個
- イチゴアイスクレープ「レベル39から入手可能」：（3時間40分）：小麦5個、生クリーム1個、イチゴ3個、バニラアイス1個

### バーガー屋
レベル17から設置可能
- ハンバーガー（1時間）「レベル17から入手可能」：パン2個、豚肉2個
- フライドポテト（30分）「レベル18から入手可能」：ジャガイモ2個
- スパイシーチーズバーガー（3時間）「レベル23から入手可能」：パン2個、豚肉1個、トウガラシ2個、チーズ1個
- アップルパイ（2時間）「レベル26から入手可能」：小麦2個、りんご3個、たまご2個

### カフェ
レベル19から設置可能
- エスプレッソ（10分）「レベル19から入手可能」：コーヒー豆3個
- カフェラテ（15分）「レベル20から入手可能」：コーヒー豆2個、牛乳1個、砂糖1個
- ホットチョコレート（1時間）「レベル30から入手可能」：カカオ3個、砂糖1個
- ウィンナコーヒー（1時間30分）「レベル30から入手可能」：コーヒー豆3個、生クリーム1個、砂糖1個
- アフォガート（1時間）「レベル38から入手可能」：コーヒー豆3個、バニラアイス1個
- ハニートースト（3時間10分）：小麦5個、生クリーム3個、ソバハチミツ2個、バニラアイス1個
- パンケーキ（4時間30分）：小麦4個、たまご3個、バター3個、菜の花ハチミツ2個
- ミルクティー（3時間30分）：茶葉4個、牛乳2個、シロップ1個

### ケーキ屋
レベル21から設置可能
- 生クリームケーキ（2時間30分）「レベル21から入手可能」：生クリーム2個、小麦2個、砂糖1個
- ロールケーキ（2時間45分）「レベル24から入手可能」：バター1個、小麦2個、砂糖1個、たまご2個
- チョコレートケーキ（3時間）「レベル27から入手可能」：カカオ2個、小麦2個、砂糖1個、バター1個
- かぼちゃパイ（3時間）：かぼちゃ3個、小麦4個、たまご2個
- イチゴケーキ（2時間50分）「レベル35から入手可能」：イチゴ3個、小麦2個、砂糖1個、生クリーム1個
- レアチーズケーキ（2時間10分）「レベル36から入手可能」：チーズ1個、生クリーム2個、砂糖1個、小麦3個
- フルーツタルト（4時間）「レベル40から入手可能」：ぶどう1個、イチゴ3個、小麦3個、バター1個
- 抹茶ロールケーキ（5時間30分）：バター1個、小麦4個、茶葉3個、たまご2個

### 高炉
レベル22から設置可能
- レンガ（1時間）「レベル24から入手可能」：粘土5個
- 銀の延べ棒（1時間40分）「レベル24から入手可能」：銀鉱石3個
- 金の延べ棒（2時間）「レベル24から入手可能」：金鉱石3個
- ルビー（2時間25分）「レベル25から入手可能」：ルビーの原石2個
- サファイア（3時間）「レベル24から入手可能」：サファイアの原石2個

### ジュース屋
レベル26から設置可能
- りんごジュース（45分）「レベル26から入手可能」：りんご3個
- イチゴジュース（1時間30分）「レベル28から入手可能」：イチゴ3個
- にんじんジュース（35分）「レベル31から入手可能」：にんじん3個
- トマトジュース（1時間40分）「レベル34から入手可能」：トマト3個
- ぶどうジュース（2時間）「レベル40から入手可能」：ぶどう3個
- フルーツジュース（3時間20分）：りんご2個、イチゴ2個、ぶどう2個

### ソース屋
レベル28から設置可能
- 醤油（50分）「レベル30から入手可能」：豆4個
- 味噌（1時間10分）「レベル28から入手可能」：豆5個
- マヨネーズ（1時間40分）「レベル63から入手可能」：たまご2個、砂糖1個
- コチュジャン（1時間20分）「レベル67から入手可能」：トウガラシ3個

### アイスクリーム屋
レベル29から設置可能
- バニラアイス（1時間10分）「レベル29から入手可能」：シロップ1個、砂糖2個、牛乳1個
- チョコアイス（1時間50分）「レベル33から入手可能」：カカオ2個、生クリーム1個、牛乳1個、砂糖1個
- イチゴアイス（2時間15分）「レベル34から入手可能」：生クリーム1個、砂糖2個、牛乳1個、イチゴ3個
- りんごシャーベット（1時間20分）：シロップ1個、りんご3個
- ぶどうシャーベット（2時間）「レベル42から入手可能」：シロップ1個、ぶどう3個
- エスプレッソグラニータ（2時間25分）：シロップ1個、シロップ2個、エスプレッソ2個
- フルーツヨーグルト（3時間）：ぶどう2個、イチゴ3個、牛乳3個、シロップ2個

### フラワーショップ
レベル30から入手可能
- バラの花冠（50分）：白いバラ2個、ルビー1個
- カーネーションブローチ（1時間30分）：カーネーション3個、サファイア1個
- 菜の花の鉢（2時間30分）：菜の花4個、レンガ2個、粘土4個

### ラーメン屋
レベル31から入手可能
- 醬油ラーメン（1時間5分）「レベル31から入手可能」：小麦2個、醬油2個、たまご2個
- 味噌ラーメン（1時間15分）「レベル33から入手可能」：小麦2個、味噌2個、たまご2個
- 豚骨ラーメン（1時間20分）「レベル34から入手可能」：小麦3個、豚肉2個、たまご2個
- ギョウザ（45分）「レベル40から入手可能」：小麦3個、豚肉1個、醬油1個

### 中華料理店
レベル32から設置可能
- チャーハン（2時間30分）「レベル32から入手可能」：米5個、にんじん3個、たまご1個、キャベツ3個
- マーボー豆腐（2時間）「レベル37から入手可能」：豆4個、豚肉1個、トウガラシ2個
- 担々麵（2時間30分）「レベル38から入手可能」：小麦5個、豚肉2個、トウガラシ5個
- エビチリ（3時間）「レベル43から入手可能」：小麦5個、エビ2個、トウガラシ3個
- 冷やし中華（4時間）：小麦5個、トマト2個、豚肉2個、たまご2個

### タイ料理店
レベル34から設置可能
- パッタイ（1時間40分）「レベル34から入手可能」：米4個、たまご2個、エビ2個
- ソムタム（2時間25分）：トウガラシ1個、トマト2個、エビ2個
- トムヤムクン（3時間）：トウガラシ2個、トマト2個、エビ2個、キャベツ2個

### どんぶり屋
レベル35から設置可能
- 豚丼（2時間）「レベル35から入手可能」：米5個、豚肉1個
- カツ丼（2時間25分）「レベル40から入手可能」：米3個、豚肉2個、たまご1個
- 天丼（2時間30分）「レベル42から入手可能」：米5個、エビ1個、小麦2個
- うな丼（3時間）「レベル46から入手可能」：米3個、うなぎ1個
- マグロ丼（3時間20分）「レベル49から入手可能」：米3個、マグロ1個
- 海鮮丼（4時間）：米3個、醬油1個、サーモン1個、マグロ1個
- チャーシューマヨ丼（3時間）：米3個、豚肉2個、マヨネーズ1個

### 台湾露店
レベル37から設置可能
- 臭豆腐（3時間30分）「レベル37から入手可能」：豆5個、醬油1個、トウガラシ1個
- 春節のお餅（2時間30分）：米4個、砂糖2個
- 月餅（2時間30分）：小麦4個、砂糖2個、たまご2個、バター1個
- ちまき（2時間）：「レベル42から設置可能」米3個、醬油1個、豚肉2個、たまご2個
- 胡椒餅（4時間30分）：小麦3個、豚肉2個、砂糖2個、醬油1個

### 宝石商
レベル38から設置可能
- ネックレス（2時間）「レベル38から入手可能」：銀の延べ棒3個
- イヤリング（3時間30分）「レベル40から入手可能」：金の延べ棒3個、銀の延べ棒2個
- ルビーのリング（4時間）「レベル41から入手可能」：ルビー2個、銀の延べ棒4個
- サファイアのティアラ（6時間）「レベル42から入手可能」：サファイア2個、金の延べ棒2個、銀の延べ棒3個

### 和菓子屋
レベル41から設置可能
- いちご大福（2時間）「レベル41から入手可能」：イチゴ1個、小豆1個、米3個、砂糖1個
- 水ようかん（1時間30分）「レベル43から入手可能」：小豆3個、砂糖3個
- ぜんざい（1時間15分）「レベル45から入手可能」：小豆1個、シロップ2個、米2個
- どら焼き（1時間30分）「レベル49から入手可能」：小麦1個、小豆2個、砂糖3個、たまご3個
- たい焼き（3時間）「レベル54から入手可能」：小豆4個、小麦3個、生クリーム3個、砂糖2個
- だんご（3時間）：米6個、シロップ4個、豆5個、小豆5個

### 鉄板焼き屋
レベル44から設置可能
- 焼きそば（5時間）「レベル44から入手可能」：にんじん1個、小麦1個、豚肉2個、エビ1個
- お好み焼き（6時間30分）「レベル47から入手可能」：たまご1個、エビ1個、醬油1個、豆3個
- サーモンステーキ（3時間45分）：サーモン3個、バター2個
- とん平焼き（5時間30分）：豚肉2個、たまご1個、醬油1個、マヨネーズ1個

### イタリア料理店
レベル46から設置可能
- ピザ（2時間30分）「レベル46から入手可能」：小麦3個、トマト2個、チーズ1個
- グラタン（3時間）「レベル48から入手可能」：小麦3個、ジャガイモ3個、チーズ1個
- かぼちゃスープ（英語版）（5時間30分）：かぼちゃ4個、バター2個、ジャガイモ2個、生クリーム1個
- カルボナーラ（2時間30分）「レベル51から入手可能」：小麦3個、生クリーム2個、豚肉1個、チーズ1個
- チリポテトピザ（2時間）「レベル53から入手可能」：小麦5個、トウガラシ3個、ジャガイモ3個
- エビトマトリゾット（4時間）「レベル55から入手可能」：米5個、トマト2個、生クリーム1個、エビ1個
- ラザニア（4時間30分）：小麦5個、チーズ3個、トマト2個、バター2個

### 寿司屋
レベル50から設置可能
- エビのお寿司（3時間）「レベル50から入手可能」：米5個、エビ1個、醬油1個
- うなぎのお寿司（2時間40分）「レベル51から入手可能」：米5個、うなぎ1個、醬油1個
- サーモンのお寿司（3時間）「レベル52から入手可能」：米5個、サーモン個、醬油1個
- マグロのお寿司（4時間）「レベル54から入手可能」：米5個、マグロ個、醬油1個
- 卵のお寿司（3時間30分）「レベル60から入手可能」：米5個、たまご3個、砂糖2個

### 和カフェ
レベル52から設置可能
- 緑茶（3時間）「レベル52から設置可能」：茶葉4個
- ウーロン茶（4時間30分）：茶葉3個
- 抹茶（4時間）：茶葉5個
- あんみつ（4時間10分）：小豆4個、砂糖3個、ソバハチミツ2個、抹茶2個
- 抹茶アイス（5時間）：茶葉2個、砂糖1個、牛乳3個、生クリーム1個

### 洋装店
農場レベル56から設置可能
- Tシャツ（2時間40分）：綿生地2個、イチゴ4個
- スカート（3時間25分）：綿生地3個、にんじん4個
- セーター（3時間45分）：ウール生地2個、ぶどう4個
- パーカー (4時間）：綿生地1個、ウール生地3個、小豆4個

### サラダショップ
レベル63から設置可能
- ポテトサラダ（2時間30分）「レベル63から入手可能」：ジャガイモ2個、にんじん2個、豚肉1個、マヨネーズ1個
- フルーツサラダ（3時間10分）：りんご2個、キャベツ2個、ぶどう2個、マヨネーズ1個
- かぼちゃサラダ（2時間50分）：かぼちゃ2個、とうもろこし2個、菜の花ハチミツ1個、マヨネーズ1個
- サーモンサラダ「レベル72から入手可能」

### 韓国料理店
レベル67から設置可能
- ビビンバ（2時間40分）「レベル67から入手可能」：米4個、たまご2個、コチュジャン2個、にんじん2個
- 海鮮チヂミ（1時間30分）「レベル69から入手可能」：小麦3個、醤油1個、キャベツ1個、エビ1個
- あらびきカルビ焼き「レベル71から入手可能」

## 生産

### 畜産物
畜産物を得るには、小屋を設置し、動物を配置した後、動物にエサを与える。一定時間が過ぎた後に、それぞれの動物たちの畜産物を得られる。

#### 家畜一覧（畜産物）
- ニワトリ（卵）「レベル1から入手可能」：（10分）
- 牛（牛乳）「レベル6から入手可能」：（25分）
- ブタ（豚肉）「レベル9から入手可能」：（2時間30分）
- 羊（羊毛）「レベル60から入手可能」：（4時間30分）

### 農作物
農作物を得るには、畑を選択後、植えたい農作物をドラッグし種を植える。それぞれの苗は一定時間が過ぎると収穫することが出来、苗1つごとに2つの農作物を得られる。

#### 農作物一覧（生産時間）
- 小麦「レベル1から入手可能」：（1分）
- とうもろこし「レベル2から入手可能」：（3分）
- 豆「レベル4から入手可能」：（10分）
- テンサイ「レベル8から入手可能」：（20分）
- にんじん「レベル9から入手可能」：（20分）
- ジャガイモ「レベル18から入手可能」：（1時間30分）
- トウガラシ「レベル23から入手可能」：（2時間）
- 米「レベル25から入手可能」：（3分）
- イチゴ「レベル28から入手可能」：（6時間）
- 白いバラ：（2時間20分）
- かぼちゃ「レベル30から入手可能」：（4時間30分）
- キャベツ「レベル30から入手可能」：（3時間）
- 菜の花（3時間30分）
- トマト（8時間）
- カーネーション（2時間40分）
- 小豆「レベル41から入手可能」：（45分）
- ソバの花（4時間30分）
- 茶葉（5時間）「レベル52から入手可能」
- 綿花（3時間40分）

### 果物の木
また、果物の木を植えることで果物を入手する事が出来き、一度の収穫で3つ入手できる。但し、3回収穫すると木が枯れてしまうため、他のユーザーに診てもらうか、オノで切り落としてまた新しい木を植えるかする必要がある。(但し、他のユーザーに診てもらるのは1つの木につき1回のみである。）

#### 果物の木一覧
- りんごの木（8時間）
- コーヒー豆の木（10時間）
- カカオ豆の木（12時間）
- ぶどうの木（16時間）

## 生産品の販売
複数の販売経路があり、
- 農場に訪れたムーンやコニーなどのLINEキャラクターに欲しがっている生産物やアイテムを渡し、コイン、経験値を得る方法
- 注文書を選択、トラック配達を通して、生産物を販売する方法
- トレインの積み込みを通して販売する方法
- 売店に売りたい生産物やアイテムを並べて販売する方法

がある。